# Fornelos de Montes
Fornelos de Montes es un municipio de la provincia de Pontevedra e  integrado en el área metropolitana de Vigo (España).

## Localización
Fornelos de Montes, perteneciente a la comarca de Vigo, se sitúa en el interior Centro-este de la provincia de Pontevedra. Está formado por siete parroquias con 24 núcleos de población.
Linda al norte con La Lama y Puentecaldelas, al oeste con Sotomayor y Pazos de Borbén, al sur con Mondariz y Covelo y al este con  Covelo y el ayuntamiento orensano de Avión.

## Geografía
La zona montañosa en la franja este del ayuntamiento pertenece a la Serra do Suído. En ella se localizan las mayores cimas, como Couto Minuto (1061 m) y Outeiro Vello (1008 m). Hacia el oeste las altitudes van disminuyendo, pasando a un territorio caracterizado por los valles fluviales.
Los ríos más importantes que pasan por el ayuntamiento son el río Oitavén, que es represado en el embalse de Eiras y que separa, al norte, Fornelos del municipio de Puentecaldelas. Del embalse de Eiras se abastece de agua la ciudad de Vigo, y parte de su comarca. El río Barragán, que desemboca en el margen izquierdo del Oitavén, ya dentro del embalse de Eiras, y que separa, al oeste, Fornelos del ayuntamiento de Pazos de Borbén. Por último el río Parada, que nace dentro del municipio, en la Serra do Suído, y es también afluente del margen izquierdo del Oitavén.
En el último tramo del río Barragán antes de llegar a Eiras se encuentra un estrecho valle con un muy bien conservado bosque de ribera.
La climatología se caracteriza por las abundantes lluvias, siendo uno de los ayuntamientos gallegos con mayores precipitaciones (2862 mm anuales). Esto causa frecuentes corrientes de agua, que con el paso del tiempo conformaron pequeños precipicios y tienen un curso inestable. Las temperaturas suelen ser suaves en los meses de mayor calor (rondando los 23 °C en julio) y frías en invierno (en torno a los 3 °C en febrero).

## Geografía humana

### Demografía
Cuenta con una población de 1637 habitantes (INE 2024).
| Gráfica de evolución demográfica de Fornelos de Montes entre 1877 y 2021 |
| |
| Población de derecho según los censos de población del INE Población de hecho según los censos de población del INEEn este censo se denominaba Fornelos: 1991 Entre el censo de 1877 y el anterior, aparece este municipio porque se segrega del municipio 36053 (Sotomayor) |

En 1906 la población de Fornelos de Montes alcanzó su récord histórico, con 3047 habitantes.
A medida que se desarrollaba la industria en Vigo, aumentando la demanda de trabajadores, y debido también a la pérdida de importancia de la agricultura, principal sector económico de Fornelos, la población ha ido reduciéndose y envejeciéndose.
| 3047                       | 2410 | 2343 | 2343 | 2271 | 2230 | 2181 | 2137 | 2092 | 2057 | 2042 | 2036 | 2002 |
| (Fuente: [cita requerida]) |      |      |      |      |      |      |      |      |      |      |      |      |

### Parroquias
Parroquias que forman parte del municipio:
- Calvos (San Adrián)
- Estacas (Santa María)
- Fornelos de Montes (San Lorenzo)
- Laje[5]
- Oitavén (San Vicente)
- Traspielas (Santa María)
- Ventín (San Miguel)

## Corporación municipal
| Resultado elecciones municipales del 28 de mayo de 2023 en Fornelos de Montes |       |            |            |
| Nombre                                                                        | Votos | Porcentaje | Concejales |
| Partido dos Socialistas de Galicia                                            | 650   | 58.55%     | 5          |
| Partido Popular de Galicia                                                    | 337   | 30.36%     | 3          |
| Bloque Nacionalista Galego                                                    | 110   | 9.9%       | 1          |